# ویلیام ایزاک توماس
ویلیام ایزاک توماس (به انگلیسی: William Isaac Thomas)؛ (۱۳ اوت ۱۸۶۳–۵ دسامبر ۱۹۴۷)جامعه‌شناس اهل ایالات متحده آمریکا بود. او همراه فلوریان زنانیتسکی روش‌شناسی تجربی را در جامعه‌شناسی گسترش داد و در نظریه‌پردازی جامعه‌شناسی مهاجرت مشارکت داشت.
کادربندی قضیه توماس که از اصول بنیادی جامعه‌شناسی است، حاصل فعالیت‌های او و همسرش، دوروتی سواین توماس (۲۴ اکتبر ۱۸۹۹–۱ مه ۱۹۷۷) است؛ این قضیه بیان می‌دارد: «اگر انسان‌ها موقعیت را واقعی قلمداد کنند، پیامدهای آن موقعیت به وقوع خواهد پیوست.»

## زندگی شخصی
ویلیام ایزاک توماس در مزرعه‌ای در بخش الک گاردن در شهرستان راسل، ویرجینیا و در ۱۳ آگوست ۱۸۶۳ زاده شد. مادرش سارا پرایس توماس و پدرش تادئوس پیتر توماس،  متدیست از تبار پنسیلوانیا هلندی بود.
پدر توماس که مایل به گسترش فرصت‌های آموزشی برای فرزندانش بود، زمانی که توماس کوچک بود، خانواده را به ناکسویل، محله دانشگاه تنسی منتقل کرد.
در سال ۱۸۸۸، توماس با اولین زن از دو همسر خود، در هریت پارک ازدواج کرد ولی در سال ۱۹۳۵، پس از طلاق او، توماس با دوروتی سواین توماس ازدواج کرد که  ۳۶ سال اختلاف سن داشتند. دوروتی به عنوان دستیار پژوهش و نویسنده او کار می‌کرد و در سال ۱۹۵۲ اولین زنی بود که رئیس انجمن جامعه‌شناسی آمریکا شد (ویلیام در ۱۹۲۷ رئیس بود.)
پس از ترک دانشگاه هاروارد به عنوان مدرس، توماس به تدریج بازنشسته شد و اوقاتش را در شهر نیویورک گذراند، پناهگاه جدید. او در ۸۴ سالگی در ۵ دسامبر ۱۹۴۷ در برکلی، کالیفرنیا درگذشت. پیکرش در اولد گرای سیمتری در ناکسویل، تنسی آرام گرفت.